# Die Tage nach Hitler
Die Tage nach Hitler (Originaltitel: De Dagen na Hitler) ist eine Fernsehdokumentation des öffentlich-rechtlichen Niederländischen Fernsehens (NPO) aus dem Jahr 2014.

## Inhalt
Der Film beschäftigt sich mit den letzten Tagen des „Dritten Reiches“ in Flensburg-Mürwik. Der Film fasst die Ereignisse um die letzten Reichsregierung unter Karl Dönitz herum grob chronologisch zusammen:
20. April bis 30. April
An seinem Geburtstag, dem 20. April 1945, verließ Adolf Hitler noch einmal seinen Bunker inmitten von Berlin, um Hitlerjungen der Stadt, die im Volkssturm dienten, auszuzeichnen. Kurz danach bestimmte der Diktator testamentarisch Großadmiral Karl Dönitz zum Reichspräsidenten und Obersten Befehlshaber der Wehrmacht. In der Vergangenheit hatte sich Dönitz gegenüber Hitler stets loyal und optimistisch gezeigt. Dennoch war die militärische Lage unverkennbar desaströs. Die britischen und amerikanischen Truppen standen inmitten von Deutschland. Berlin war kurz davor, vollständig von den Russen übernommen zu werden. Nur noch wenige deutsche Truppenreste kämpften überhaupt noch. Am 30. April 1945 nahm Hitler sich schließlich das Leben.
Anfang Mai 1945
Noch am 1. Mai 1945 hielt Dönitz eine Radioansprache, in welcher er verkündete, dass Hitler tot ist und dass er von diesem zuvor zum Nachfolger bestimmt wurde.

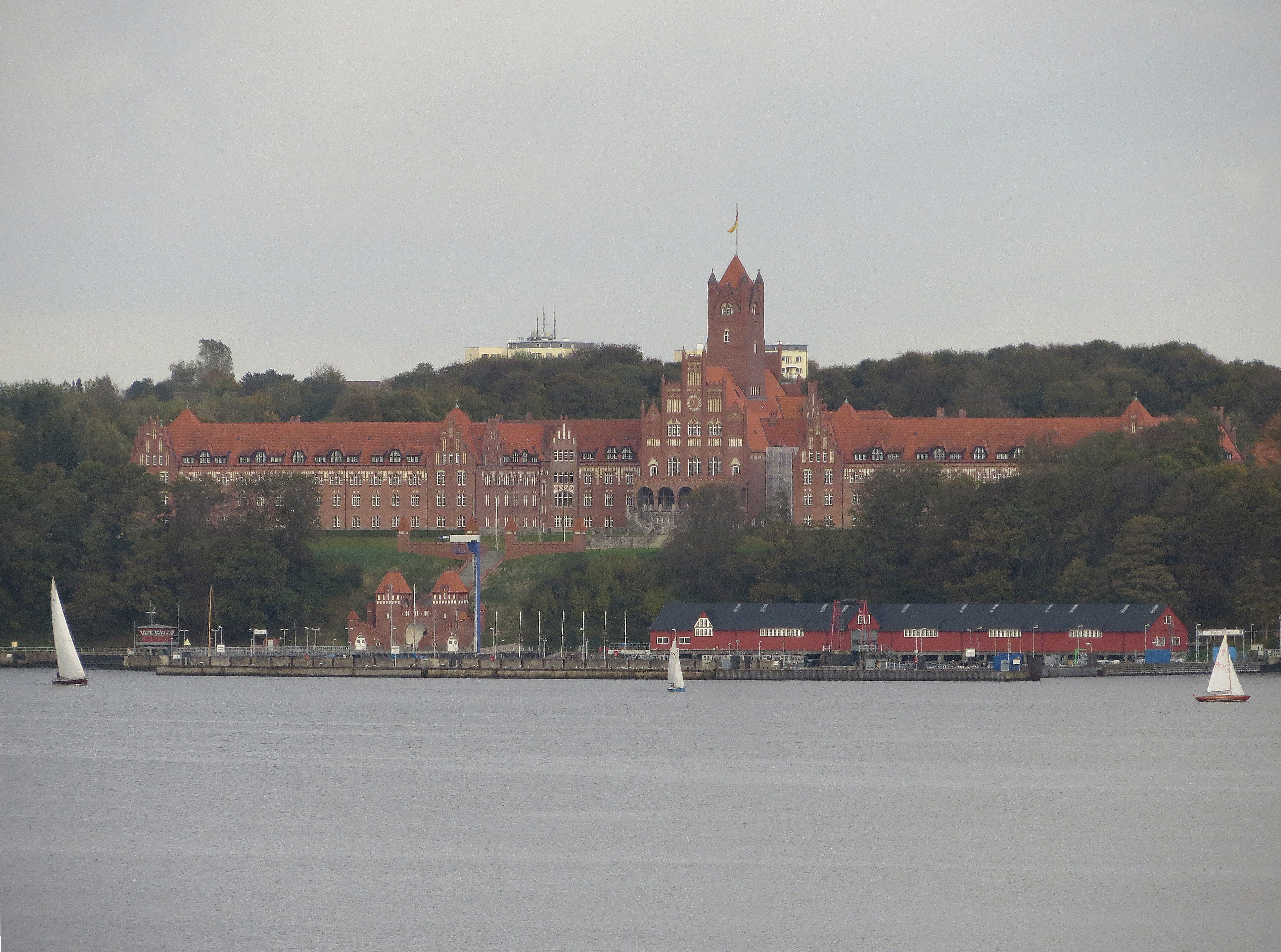
Die Marineschule Mürwik und das umliegende militärische Areal gehörten zum Sonderbereich Mürwik, dem Schauplatz der geschilderten Ereignisse.

Das Deutsche Reich war durch den Krieg schwer in Mitleidenschaft geraten, mit Ausnahme der Provinz Schleswig-Holstein, die erheblich weniger vom Krieg zerstört worden war. Karl Dönitz zog sich mit der letzten Reichsregierung vor den vorrückenden Alliierten nach Flensburg-Mürwik zurück. Die an der dänischen Grenze gelegene Hafenstadt hatte die örtlichen Luftangriffe gut überstanden. Auch viele zivile Flüchtlinge strömten in die weitgehend von Bombenschäden verschonte Stadt. Im Binnenhafen sowie der restlichen Innenförde lagen im April/Mai 1945 etliche kleinere Boote, Kriegsschiffe der Marine und 250 Handelsschiffe, mit denen viele Flüchtlinge aus dem Osten, die vor der Roten Armee geflüchtet waren, weiter nach Flensburg transportiert worden waren. Flensburg, in dem vor dem Krieg, noch weniger als 70.000 Menschen lebten, wurde innerhalb kürzester Zeit eine Stadt mit über 100.000 Einwohnern (vgl. Einwohnerentwicklung von Flensburg). Dönitz kannte Flensburgs Vorort Mürwik schon von früher. In Mürwik wurde 1910 von Kaiser Wilhelm II. ein backsteingotisches Schloss, die Marineschule Mürwik, errichtet. Dort hatte Dönitz Teile seiner Marineausbildung erhalten. Die Mürwiker Marinebasis mit der Marineschule wurde Anfang Mai 1945 zum zentralen Rückzugsort der Reichsregierung und des Oberkommandos der Wehrmacht (vgl. Sonderbereich Mürwik).
Der Reichsregierung folgten die Eliten der NSDAP, unter denen sich die gesamte Spitze der SS befand (vgl. Rattenlinie Nord). Schleswig-Holstein galt als nationalsozialistenfreundliche Provinz, in der ein Verstecken und Untertauchen möglich wäre. Himmler war mit einem Stab von 150 bis 200 höheren SS-Funktionären nach Flensburg gekommen. Viele hochrangige Offiziere, höhere SS- und Polizeiführer befanden sich in der Stadt, unter ihnen auch Alfred Rosenberg. Des Weiteren befanden sich Leute wie der Auschwitzkommandant Rudolf Höss und die Euthanasie-Verantwortlichen Karl Brandt und Karl Gebhardt in der Stadt. Der Krieg, ihr großes Abenteuer, war für diese SS-Leute unwiderruflich zu Ende, ihre Zukunft war ungewiss. Zum Anlaufpunkt wurde das Grenzlandmuseum. Tagsüber lagerten sie im Schwarzen Walfisch, einer alten Flensburger Gastwirtschaft. Sie betranken sich dort und vergnüngten sich mit Wehrmachtshelferinnen. In der Bevölkerung kursierten Gerüchte, dass die Angehörigen der SS passende Zivilkleidung und falsche Ausweise in der Stadt erhielten, damit sie bequem untertauchen könnten. Tatsächlich erhielten im Polizeipräsidium und in der Marineschule ungefähr 2000 höhere SS- und Polizeifunktionäre neue Identitäten, mit neuen Ausweisen und neuen Uniformen. Sie tauchten dann unter den tausenden Wehrmachtssoldaten unter, die sich in Schleswig-Holstein aufhielten. Auch von Himmler heißt es, dass er bald nach seiner Ankunft eine einfache Soldatenuniform angezogen habe. Der Inspekteur der Konzentrationslager, Richard Glücks, nahm sich am 10. Mai im Marinelazarett Flensburg-Mürwik das Leben und wurde danach in Flensburg begraben.

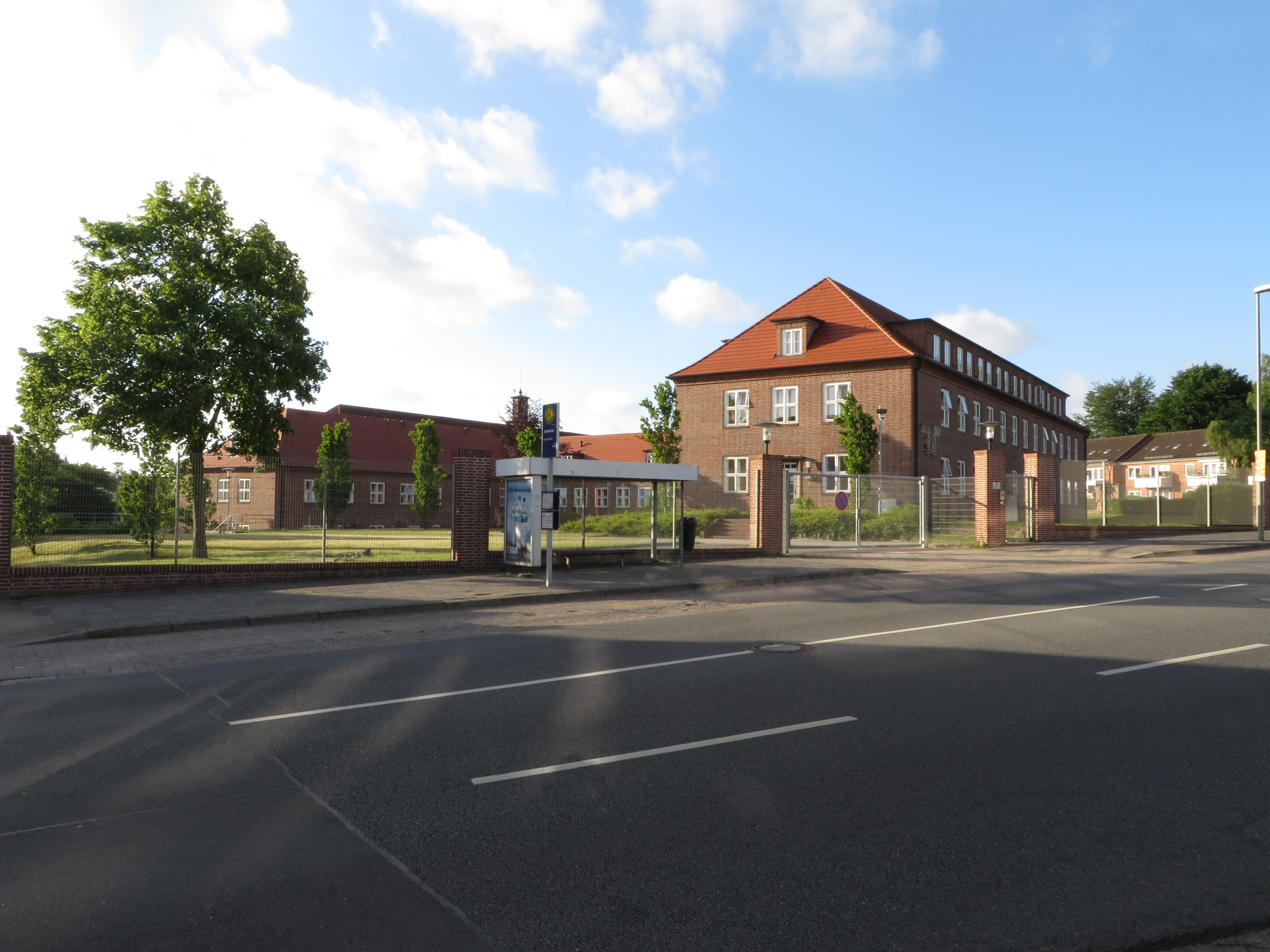
Die Sportschule am Rande der Marineschule, wo die letzte Reichsregierung ihren Sitz hatte, wird ebenfalls im Film gezeigt.

Dem neu ernannten Staatsoberhaupt Karl Dönitz wurde ein Quartier in der Kommandeursvilla der Marineschule bereitgestellt, in der regulär der Kommandeur der Marineschule mit seiner Familie wohnte. Auch Dönitz’ Stab wurde offenbar auf dem Schulgelände untergebracht. Dazu gesellte sich noch ein Bataillon mit der Leibwache von Dönitz. Außerdem befanden sich in Mürwik auch Flüchtlinge und Überreste von Militär, unter anderem von der Kriegsmarine. Auf dem Gelände, in direkter Nachbarschaft zur Villa, war ein kleines Marinelazarett mit vielen verwundeten Soldaten eingerichtet worden. Am Rand des Areals der Marineschule, in der Sportschule, hatte die letzte Reichsregierung ihren Sitz. Dort arbeiteten 350 bis 400 Personen, Militärs und zivile Arbeitskräfte. In den oberen Räumen des sogenannte Kommandeurstrakts der Sportschule lagen die Zimmer die Dönitz selber nutzte.
Morgens gegen acht wurde Dönitz alltäglich von seiner Kommandeursvilla mit seinem Auto 500 Meter weiter zur Sportschule gefahren. Mit seinem Adjutant Walter Lüdde-Neurath beriet er sich dort hinsichtlich der aktuellen Lage. Dönitz hatte die Niederlage längst begriffen, ließ aber dennoch zunächst weiterkämpfen. Eine sofortige Kapitulation hätte offenbar dazu geführt, dass die deutschen Truppen und viele Flüchtlinge dort geblieben wären, wo sie sich gerade befanden. Viele wären in sowjetische Kriegsgefangenschaft geraten. Unter den Deutschen herrschte erhebliche Angst vor den Russen. Daher versuchte die deutsche Seite die Kapitulation zu verzögern. Dönitz wollte noch möglichst viele Menschen mit Schiffen aus Ostpreußen evakuieren lassen. In den Tagen, an denen noch Menschen aus Ostgebieten herausgeholt werden konnten, starben jedoch offensichtlich 10.000 Menschen pro Tag in Kampfhandlungen. Dazu kamen noch die Standgerichte, die beispielsweise beim Hissen einer weißen Flagge zur Stelle waren.
Letztlich war die Kapitulation aber unabwendbar. Dönitz beschloss, schrittweise zu kapitulieren.
4. Mai 1945

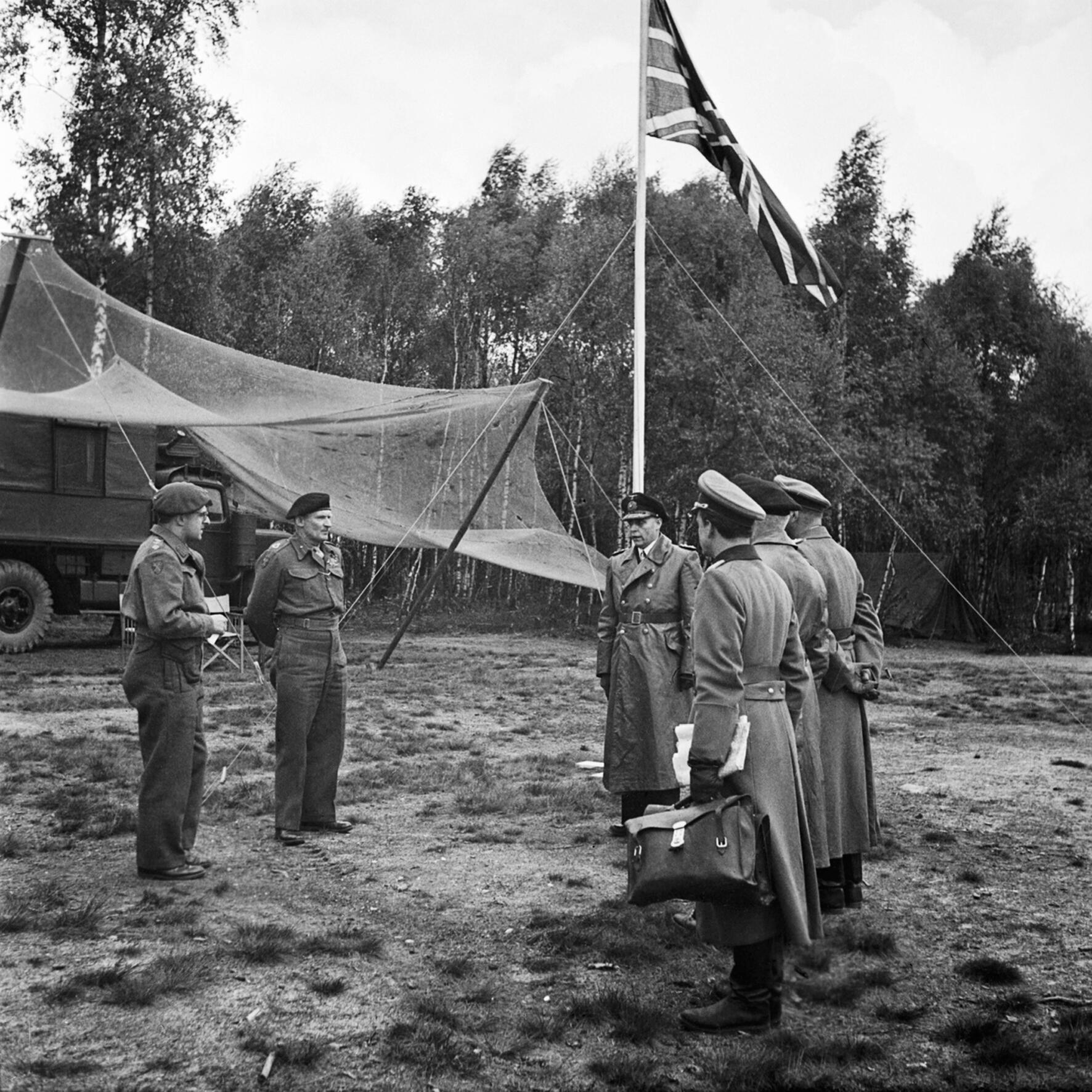
Filmaufnahmen der Dokumentation zeigen diese Szene zur Kapitulation auf dem Timeloberg aus einem etwas anderen Blickwinkel. In der Mitte des Bildes Admiral Hans-Georg von Friedeburg, der von Dönitz den Auftrag erhielt, zu kapitulieren. Zweiter von Links: der britische Field Marshal Bernard Montgomery.

In der handschriftlichen, internen Tageschronik der Stadt Flensburg wurde am 4. Mai festgehalten, dass in der Stadt Gerüchte aufgekommen seien, dass ein Großangriff bevorstände. Die Stadt solle durch den Kommandanten Lüth bis zum Äußersten verteidigt werden. Die Situation in der Stadt war angespannt. Immer mehr Flüchtlinge erreichten die Stadt. Aus dem Ostraum kamen immer mehr Schiffe mit Flüchtlingen und Verwundeten an. Die Verwundeten befanden sich teilweise in einem jämmerlichen Zustand. Gleichzeitig waren die Lazarette überfüllt. Vor den Lebensmittelgeschäften bildeten sich lange Schlangen. In der Zivilbevölkerung herrscht eine äußerst schlechte Stimmung.
Am selben Tag erfolgte im alliierten Hauptquartier in der Lüneburger Heide die Kapitulation aller deutschen Truppen in Nordwestdeutschland, Dänemark und den Niederlanden. Die Kapitulation trat am folgenden Morgen um 8 Uhr in Kraft. Die deutschen Truppen auf der britischen Ostflanke ergaben sich entsprechend. Eine halbe Million Deutsche geriet daraufhin in Kriegsgefangenschaft. Die deutschen Truppen, die sich in Dänemark befanden, marschierten zurück ins Land. Ihre Route führte entlang des Flensburger Hafens und anschließend über die Straße Norderhofenden hinweg.
Die Kapitulation hatte auch Auswirkung auf den Dienst der deutschen Soldaten, beispielsweise auf Asmus Jepsen, den Kommandanten eines Sonderzuges von Karl Dönitz, der nach Flensburg gebracht werden sollte. Nachdem der Zug aber am 4. Mai auf dem kleinen Bahnhof von Sörup (ungefähr 10 Kilometer südöstlich von Flensburg entfernt) von britischen Flugzeugen angegriffen worden war, konnte er in Folge nicht mehr weiterfahren. Asmus Jepsen, der unweit des Bahnhofs wohnte, begab sich darauf zu Fuß nach Hause. Zur Sicherheit meldete er sich beim örtlichen Bürgermeister zurück. Am nächsten Tag wurde er von der geheimem Feldpolizei in seiner Wohnung im Beisein seiner Familie festgenommen. Zwei Tage nachdem in Norddeutschland die offizielle Kapitulation vollzogen worden war, wurde er auf einem Schießplatz bei Flensburg hingerichtet (vgl. Twedter Feld). Noch heute mutmaßt eine seiner Töchter, dass ihr Vater irgendwas Bedeutsames wusste. Im Sonderzug befanden sich wichtige Unterlagen der Kriegsmarine sowie offenbar auch viele private Gegenstände von Dönitz selbst. Sie vermutet, dass die Hinrichtung eine Art Racheakt von Dönitz war. Es gab darüber hinaus noch weitere Hinrichtungen von jungen Soldaten, die das Kriegsende als Ende ihrer Dienstpflicht fehlinterpretierten, was es nun einmal nicht war. Die Disziplin sollte gewahrt bleiben. Noch marschierten aus Skandinavien tausende Soldaten zurück nach Deutschland. Wenn diese gemacht hätten, was ihnen in den Sinn kam, hätte dies zu großen Problemen führen können. Daher wurde in solchen Fällen durchgegriffen, womit die Ordnung generell aufrechterhalten werden sollte.
7. bis 9. Mai 1945

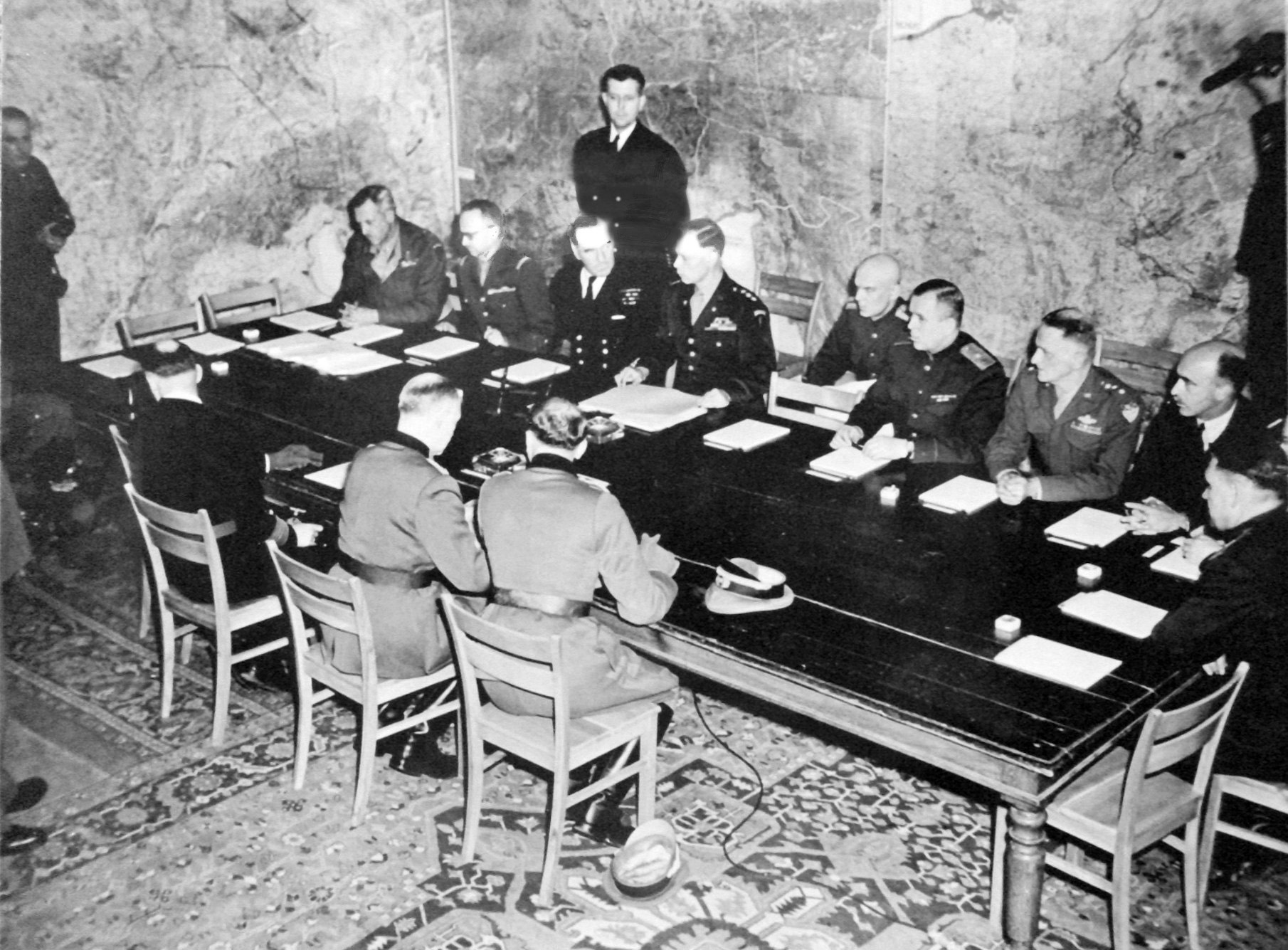
Auch von der Kapitulation in Reims sind in der Dokumentation Filmsequenzen enthalten.

Bis zu diesem Zeitpunkt hatte Deutschland noch nicht vollständig kapituliert. Im Auftrag von Dönitz unterzeichnet Jodl am 7. Mai in Reims die Urkunde der bedingungslosen Kapitulation der Wehrmacht. Doch die Russen wollten, dass die Kapitulation in der Art erfolgte, wie sie es sich wünschten. Zwei Tage später musste die Zeremonie daher in Berlin wiederholt werden. Am 8. Mai 1945, dem Tag des Inkrafttretens der Kapitulation, fuhr Dönitz mit seinem Gefolge zum Post- und Fernmeldeamt in der Flensburger Innenstadt. Sie parkten das Auto im heute glasüberdachten Innenhof des Gebäudes. Dönitz stieg aus dem Wagen aus. Mit strenger Miene, den Admiralsstab hochhaltend, betrat er das Postgebäude. Anschließend gab er von dort über den Rundfunk die Kapitulation bekannt (vgl. Reichssender Flensburg). Nachdem sich Deutschland ergeben hatte, erreichten am 9. Mai 1945 auch britische Einheiten die Stadt Flensburg (vgl. Herefordshire-Regiment). Von vielen der Flensburger Bürger waren die Briten schon mit Freude erwartet worden. Der Krieg hatte auch bei ihnen zu Verlusten und Leid geführt.
Zeitraum vom 10. Mai bis 22. Mai
Die Stadt wurde durch die Truppen eingenommen, mit Ausnahme von Mürwik, das nun eine sogenannte Enklave bildete. Dönitz blieb dort in seinem Amt. Die in Mürwik befindlichen deutschen Soldaten durften den umringten Marinekomplex nicht verlassen und die Engländer durften ihn nicht ohne Anmeldung betreten. Deutsche Soldaten kontrollierten weiterhin ihren Bereich und schoben Wache. Nur mit einem Passwort konnten die Kontrollen durchschritten werden. In dieser Zeit kam es zu folgendem Vorfall, an den heute noch ein Gedenkstein erinnert.
In einer dunklen und offenbar stürmischen Nacht ging der Kommandant der Marineschule, Wolfgang Lüth, ein hoch ausgezeichneter U-Boot-Kommandant des Zweiten Weltkrieges -- er hatte die meisten Bruttoregistertonnen versenkt -- aus „irgendeinem Grund“ spazieren. Ein wachender Seekadett rief ihn beim Betreten des Geländes der Marineschule an und forderte die Parole ein. Lüth schien aus der Sichtweise des Seekadetten nicht geantwortet zu haben. Warum genau, ist unklar. Es gibt zum einen die Behauptung, dass Lüth alkoholisiert gewesen sei und zum anderen die Darstellung, dass der Wachposten ihn auf Grund des Windes nicht verstanden habe. Der Seekadett gab wegen der fehlenden Parole einen Warnschuss ab, mit dem er Lüth aber tödlich traf. Kurz darauf erfolgte eine Trauerfeier für den höchstdekorierten Kommandanten. Ein Zug deutscher Soldaten stand mit Gewehren Spalier. Der Sarg wurde von sechs Ritterkreuzträgern der U-Boot-Waffe getragen. Die Trauerfeier für den Nationalsozialisten Lüth verärgerte die Engländer.
Dönitz erhoffte sich derweil, dass er wie auch die von ihm eingesetzte Regierung von den Alliierten offiziell anerkannt würde und es zu einer partnerschaftlichen Zusammenarbeit käme. In der Stadt befanden sich zu dieser Zeit weiterhin viele Flüchtlinge, deutsche Soldaten und nunmehr auch britische Soldaten. Im Marinekomplex befanden sich ebenfalls noch tausende Soldaten und Flüchtlinge. Die dort ansässige letzte Reichsregierung „spielte Regierung“. Sie fantasierte über Pläne für das Land. Die alten Fachleute und Minister verschriftlichten Expertisen zu Fragen der Sicherstellung der Ernährung, der Wiederherstellung einer funktionierenden Landwirtschaft und des Wiederaufbaus der Verkehrsinfrastruktur. Die Regierung versuchte wieder Einfluss zu gewinnen. Sie versuchten die Expertisen den Engländern zu übergeben, die sich für diese aber überhaupt nicht interessierten. Die Mitglieder der in den Mürwiker Kasernen befindlichen Reichsregierung waren sich offenbar nicht bewusst, dass sie im Grunde nur als Kriegsverbrecher betrachtet wurden. Dönitz hoffte, solange wie möglich weitermachen zu können. Eine Anerkennung der von Dönitz berufenen Regierung blieb jedoch aus.
Die Alliierten zeigten sich zunächst uneins darüber, was mit Dönitz geschehen sollte. Die Amerikaner und Briten hatten in Dönitz zunächst noch einen Ansprechpartner gesehen. Die Russen wollten von Anfang an nicht mit ihm zu tun haben. Churchill betrachtete Dönitz zunächst als nützlich. Dönitz konnte dafür sorgen, dass die deutsche Armee in Europa kapitulierte und entwaffnet wurde. Churchill hatte zunächst Angst vor einem Chaos, wenn die Regierung verhaftet würde. Dönitz wiederum hoffte sich mit den Westalliierten zu verbünden, um mit diesen gegen die Sowjetunion zu marschieren. Tatsächlich erwog Churchill einen solchen Schritt (Vgl. Operation Unthinkable). Noch drei Wochen nach Hitlers Tod war Dönitz weiterhin auf seinem Posten, gebilligt von Churchill. Für die Russen stellte dies ein Ärgernis dar und auch die Amerikaner sahen die Situation skeptisch. Eisenhower befand diesen Zustand als lächerlich und drängte auf die Verhaftung der Regierung. Churchill gab schließlich widerwillig nach.
23. Mai 1945

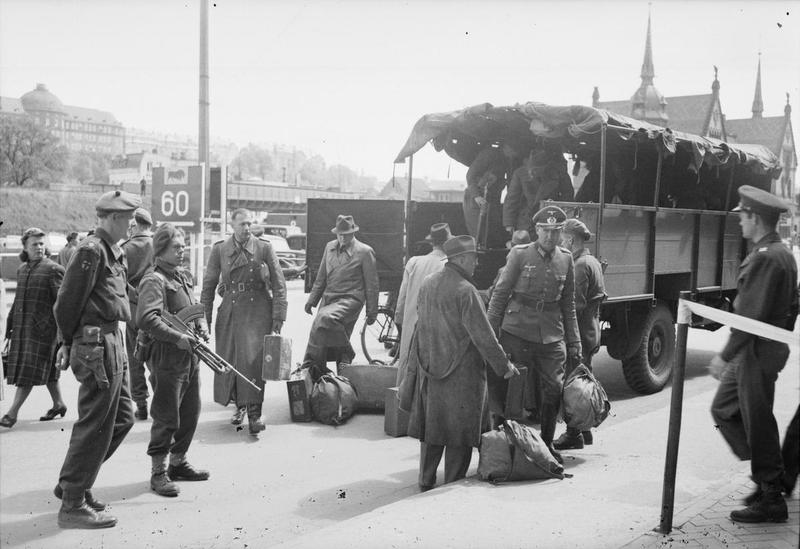
Die in Mürwik verhafteten höheren militärischen Ränge wurden zum Flensburger Polizeipräsidium gebracht. In der Dokumentation ist dieses Foto vom 23. Mai 1945 fast identisch, in Form bewegten Bildmaterials, zu erkennen.

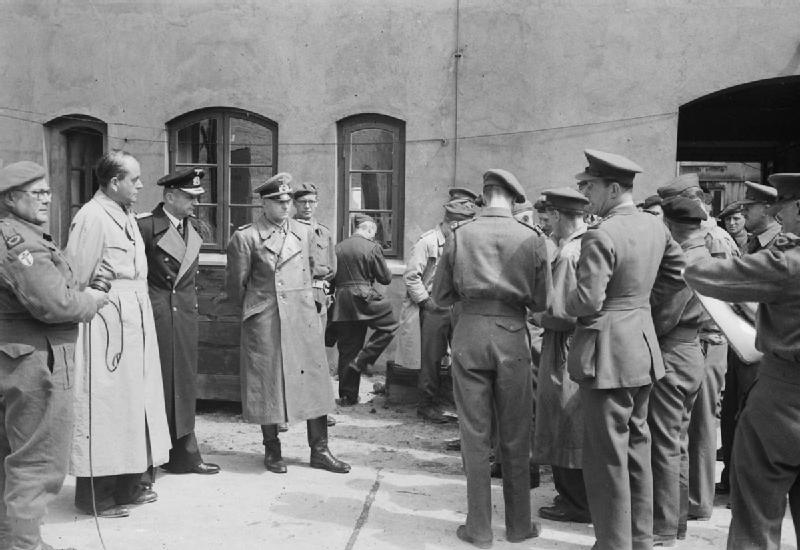
Im Hinterhof des Polizeipräsidiums wurden Dönitz (in der Mitte), Jodl (rechts) und Speer (links) der Presse vorgeführt. Das besagte Ereignis wird zum Anfang und Ende der Dokumentation gezeigt.

Erst am 23. Mai 1945 wurde schließlich die letzte Reichsregierung verhaftet, also Tage nach dem 5. Mai, dem Befreiungstag der Niederlande. Die britischen Soldaten in Flensburg umstellten an besagtem Tag den Marinekomplex in Mürwik. Dönitz, Jodl und von Friedeburg waren zu diesem Zeitpunkt zu einer Unterredung auf der Patria geladen, wo ihnen ihre Verhaftung mitgeteilt wurde. Neben Großadmiral Dönitz, dem Rüstungsminister Speer, der gesamten deutschen Regierung, den Generälen und Feldmarschällen, den Offizieren des in Flensburg befindlichen OKW wurden auch sämtliche übrige Soldaten der Marine-Kasernen verhaftet. Insgesamt wurden an diesem Tag 6000 Gefangene in Kriegsgefangenenlager überführt. Die Briten gingen respektvoll mit ihren Gefangenen um. Dönitz’ sozusagen letzte Amtshandlung des „Dritten Reiches“ war die Verhandlung über seine Koffer, wie viel Unterwäsche er in die Kriegsgefangenschaft mitnehmen würde. Dönitz missfiel es, dass er mit einem Kleintransporter der Armee und nicht in seinem eigenen Wagen mit Chauffeur zum Polizeipräsidium in der Innenstadt gebracht wurde. Beim Polizeipräsidium angelangt, musste Dönitz aus dem Militärtransporter aussteigen und den Zugang zu einem hinter dem Gebäude liegenden Hinterhof durchschreiten. Am späten Nachmittag wurde er dort zusammen mit Speer und Jodl der Presse vorgeführt. Ungefähr zwei Dutzend Pressefotografen, Radioreporter, Filmreporter aus aller Welt waren zum Teil über Paris eingeflogen worden, damit sie diese Episode des Kriegsendes und des Endes des „Dritten Reiches“ dokumentierten. Eine kleine Informationstafel erinnert heute im Hinterhof an dieses Ereignis.
Die Zeit danach
Dönitz wurde in die Kriegsgefangenschaft in das Camp Ashcan nach Luxemburg gebracht. Am 26. Mai 1945, drei Tage nach seiner Verhaftung, war von Dönitz wieder etwas zu hören. Aus Luxemburg schrieb einen Brief an Feldmarschall Montgomery. Er beschwerte sich darüber, dass ihm sein Admiralsstab weggenommen worden war. Dönitz’ Marschallstab, ein Symbol seiner Autorität, befindet sich heute im Regimentsmuseums der King’s Shropshire Light Infantry nahe London. Am 31. August verteidigte sich Dönitz während des Nürnberger Prozesses gegen die Hauptkriegsverbreche mit den Worten: „Ich möchte das genauso wieder tun.“ Dönitz wurde zu 10 Jahren Haft im Gefängnis Spandau in Berlin verurteilt. Danach lebte er 24 Jahren in Freiheit und empfing oft alte Marinefreunde. Er schrieb seine Memoiren. Von den Judenverfolgungen wollte er nichts gewusst haben. Er starb 1980 in einem Dorf in der Nähe von Hamburg.

## Hintergrund
Die Fernsehdokumentation stellt heute die einzige, umfassende filmische Darstellung zum Thema der letzten Reichsregierung dar. Eine deutsche Dokumentation mit einer ähnlichen Thematik existiert ansonsten nur noch unter dem Titel: Der Führer ging – die Nazis blieben – Nachkriegskarrieren in Norddeutschland aus dem Jahr 2001.
Die Dokumentation entstand unter der Regie von Reinier van den Hout im Auftrag von NTR und VPRO. Den Off-Text des Erzählers schrieb Hasan Evrengün. Der Film besteht aus neu gedrehten Material vor Ort, insbesondere Interview-Einspielern von Zeitzeugen und Experten. Dabei kommen zu Wort: der deutsche Historiker Gerhard Paul, Klaus Franke von der Leibwache Karl Dönitz’, der Marinehistoriker Dieter Hartwig, der britische Historiker Richard Overy, die Gertrud Eriksen, die bei der Alten Post arbeitete, Broder Schwensen, der Stadtarchivleiter Flensburgs, Ernst Lorenzen, ein ehemaliger Wehrmachtssoldat aus Flensburg, Ingeborg Scharnofske, Tochter von Asmus Jepsen sowie Ray Grifiths, ein ehemaliger britischer Soldat, der in Flensburg stationiert war. Des Weiteren wurde aus alten Kino-Wochenschauen Filmmaterial verwendet. Dabei wurden insbesondere der Filmberichte „The Flensburg Fiasco“ und „Flensburg – The last Round-up“ verwendet. Ein Teil des genutzten alten Filmmaterials, das die Kriegs- und Nachkriegswirren verdeutlicht, stammt dabei jedoch nicht aus Flensburg. So ist beispielsweise auch kurz das Ortsschild des Ortsteils der ostwestfälischen Kaunitz im Film erkennbar.
Die Dokumentation wurde erstmals 2014 im niederländischen Fernsehen ausgestrahlt und danach mehrmals wiederholt. Dabei wurde die Dokumentation als eine Sonderausgabe der Sendereihe Andere Tijden (deutsch: Andere Zeiten) integriert. Die ursprüngliche Fassung der Dokumentation wurde nach den ersten Ausstrahlungen im niederländischen Fernsehen offensichtlich leicht umgeschnitten. Am Anfang und Ende des Films war zeitweise Hans Goedeskoop als Moderator integriert. Am 28. April 2015, um 19 Uhr, wurde der Film, zum Anlass des Kriegsendes vor 60 Jahren, unter dem deutschen Titel: „Die Tage nach Hitler“ offenbar erstmals in Deutschland, in der Landesvertretung Schleswig-Holsteins in Berlin, öffentlich aufgeführt. Während einer von der Akademie Sankelmark ausgerichteten Tagung zum Thema: „Das Ende der NS-Diktatur in Schleswig-Holstein und Flensburg“ im Juni 2018 wurde der Dokumentarfilm in der Polizeidirektion Flensburg den Teilnehmern abermals in Deutschland präsentiert.